# Myanmar Maritime University
Myanmar Maritime University (birm. မြန်မာနိုင်ငံ ရေကြောင်းပညာ တက္ကသိုလ်  MMU) – birmański uniwersytet, specjalizujący się w szkoleniu przyszłych oficerów, architektów okrętowych, mechaników, elektroników, inżynierów portowych, specjalistów regulacji rzek oraz oficerów nawigacyjnych.

## Historia
Myanmar Maritime University został otwarty w dniu 1 sierpnia 2002 przez Państwową Radę Pokoju i Rozwoju Państwa. Był wówczas połączony z Institute of Marine Technology (IMT). 29 marca 2004 miała miejsce inauguracja Myanmar Maritime University.

## Wydziały
W ramach Myanmar Maritime University działa 16 wydziałów:
- Wydział architektury okrętowej
- Wydział inżynierii morskiej
- Wydział mechaniki morskiej
- Wydział inżynierii portowej
- Wydział regulacji rzek i brzegów
- Wydział morskich systemów elektrycznych i elektronicznych
- Wydział nauk o żeglarstwie
- Wydział kierowania spedycją
- Wydział kierowania portem
- Wydział Mjanmy
- Wydział języka angielskiego
- Wydział matematyki inżynieryjnej
- Wydział technologii chemicznej
- Wydział fizyki inżynieryjnej
- Wydział informatyki
- Wydział technologii warsztatowej